# Камчатский печатный двор
Типография «Камчатский печатный двор» (также Камчатская областная типография) находится в городе Петропавловск-Камчатский по адресу ул. Высотная, 14.

## История
Камчатский печатный двор в 1912 году основал Пётр Клочков.
Первая городская газета была выпущена в 1912 году. Она называлась «Петропавловский листок объявлений». В ней печатались частные объявления горожан. Первая книга «Обзор Камчатской области. Приложение к всеподданнейшему отчёту.» была отпечатана в 1914 году. В 1918 году здесь начали печатать газету «Известия Совета рабочих и солдатских депутатов города Петропавловска», которую затем переименовали в «Камчатскую правду».
Во времена СССР «Камчатский печатный двор» был единственной крупной типографией на Камчатке и располагался по адресу ул. Лукашевского, д. 5 в городе Петропавловск-Камчатский. Здесь трудились более 150 человек. Печатались этикетки для рыбной продукции производства камчатских заводов миллионными тиражами, бланки для предприятий, книги, брошюры. Газеты «Камчатская правда», «Камчатский комсомолец», «Рыбак Камчатки», «Моряк Камчатки», «Судоремонтник» выпускались тиражами по 50-100 тысяч экземпляров ежедневно.
С распадом СССР появились другие крупные типографии на Камчатке, и «Камчатский печатный двор» перестал быть монополистом, сократил своё производство.
В 1996 году типография была переименована в «Камчатский печатный двор».

## Собственное издательство
В 2000-х годах типография имела собственное издательство. Выпускала журналы «Неизвестная Камчатка» и «41-й регион», телефонную книгу «Деловая Камчатка» (2002 год), справочник для туристов «Камчатка» (2003—2006 гг.), книгу «Красная книга Камчатки» (2006 год), справочник «Куда пойти учиться? Камчатка» (2006 год).

## Книги, отпечатанные в «Камчатском печатном дворе»
- Полевой Б. П. «Новое об открытии Камчатки», 1997 год
- Колосов В. М. «Создание Камчатской энергосистемы», 1997 год
- «Каталог позвоночных Камчатки и сопредельных морских акваторий», 2000 год
- Гаврилов С. В. «Маленькие камчатские истории», 2002 год
- «Исторические очерки. — Петропавловск-Камчатский», 2006 год